# Microdesmidae
Los peces-lombriz (familia Microdesmidae) son una familia de peces incluida en el orden Perciformes, distribuidos por mares tropicales y más raramente por agua dulce en ríos tropicales. Su nombre procede del griego: mikros (pequeño) + desmos (lazo, atadura).
Tienen el cuerpo de hasta 30 cm máximo, comprimido y muy alargado casi anguiliforme, con los ojos colocados lateralmente y escamas muy pequeñas casi embebidas en la piel. Aleta caudal separada o confluyente con las aletas dorsal y anal.
Habita aguas poco profundas, desde arrecifes coralinos hasta estuarios fangosos, a menudo en la arena y el barro, donde hace oscilar el sustrato para alimentarse del zooplancton. Los huevos son depositados en madrigueras y presumiblemente son custodiados por sus padres, desarrollándose como larvas pelágicas.

## Géneros
Según ITIS existen unas 60 especies agrupadas en 10 géneros, con dos subfamilias tradicionales:
- Subfamilia Microdesminae:
  - Género Cerdale (Jordan y Gilbert, 1882)
  - Género Clarkichthys (Smith, 1958)
  - Género Gunnellichthys (Bleeker, 1858)
  - Género Microdesmus (Günther, 1864)
  - Género Paragunnellichthys (Dawson, 1967)

- Subfamilia Ptereleotrinae:
  - Género Aioliops
  - Género Nemateleotris
  - Género Navigobius
  - Género Oxymetopon
  - Género Parioglossus
  - Género Ptereleotris

Sin embargo, según FishBase basándose en estudios más modernos, esta clasificación es polifilética y sólo debe considerarse dentro de los Microdesmidae a los 5 géneros de la primera, mientras que los géneros de la otra subfamilia deben ser clasificados como familia Ptereleotridae aparte.